# Sipyloidea moricula
Sipyloidea moricula är en insektsart som beskrevs av Ludwig Redtenbacher 1908. Sipyloidea moricula ingår i släktet Sipyloidea och familjen Diapheromeridae. Inga underarter finns listade i Catalogue of Life.